# Sami Jauhojärvi
Sami Jauhojärvi, född  5 maj 1981 i Övertorneå, Finland, är en finländsk längdåkare.
Jauhojärvi har tävlat i världscupen sedan säsongen 2000/2001. Sin första individuella pallplats tog han i Davos i december 2007.
Jauhojärvi har deltagit i tre OS; Turin 2006, Vancouver 2010 och Sotji 2014. Hans bästa individuella OS-placering är en nionde plats på 15 kilometer 2006. Han tog tillsammans med Iivo Niskanen en guldmedalj i sprintstafetten 2014.